# Bluewater Village, Novi Meksiko
Bluewater Village (navajo: Tʼiis Ntsxaa Chʼéélį́) je popisom određeno mjesto u okrugu Ciboli u američkoj saveznoj državi Novom Meksiku. Prema popisu stanovništva SAD 2010. ovdje je živjelo 628 stanovnika. 

## Zemljopis
Nalazi se na 35°14′17″N 107°58′51″W / 35.23806°N 107.98083°W, zapadno od Grantsa. Prema Uredu SAD-a za popis stanovništva, zauzima 26,18 km2 površine, od čega 26,13 suhozemne.

## Prosvjeta
Osnovna škola.

## Komunikacije
Poštanski ured Bluewater Villagea uključen je u ovo popisom određeno mjesto ZIP koda je 87005.

## Stanovništvo
Prema podatcima popisa 2010. ovdje je bilo 628 stanovnika, 225 kućanstava od čega 162 obiteljska, a stanovništvo po rasi bili su 71,2% bijelci, 1,1% "crnci ili afroamerikanci", 14,5% "američki Indijanci i aljaskanski domorodci", 0,2% Azijci, 0,3% "domorodački Havajci i ostali tihooceanski otočani", 10,5% ostalih rasa, 2,2% dviju ili više rasa. Hispanoamerikanaca i Latinoamerikanaca svih rasa bilo je 20,5%.

## Gospodarstvo
U blizini je tvornica za proizvodnju urana Bluewater Mill kojom je upravljao rudarski trust Anaconda Copper od 1954. do 1982. godine. Nakon napuštanja mjesto je vraćeno pod nadzor 1995. prema odredbama Zakona o kontroli radijacije jalovine tvornica za proizvodnju urana te ga nadzire Ministarstvo energetike Sjedinjenih Američkih Država.

## Vanjske poveznice
- [neaktivna poveznica]
- Zračna snimka Bluewater Milla 1971.